# Mladen III Šubić
Mladen III Šubić de Bribir (en croata: Mladen III. Šubić; c. 1315-Trogir, 1 de mayo de 1348) fue un miembro de la dinastía croata de los Šubić, familia noble que gobernó al país desde su fortaleza en Klis.

## Biografía
Mladen fue el hijo mayor del príncipe Jorge II Šubić y la princesa Lelka. Tuvo dos hermanos (Pablo III y Bozidar) y dos hermanas (Jelena y Katarina). 
Después de la derrota su tío Mladen II Šubić en Blizna en 1322, la hegemonía de la familia Šubić sobre Croacia y Bosnia había colapsado. Croacia cayó en manos de las familias nobles de los Frankopan, Kurjakovići y Nelipčići, quienes impidieron que el rey Carlos I de Hungría impusiera su soberanía sobre el país, pero no pudieron reemplazar el poder de los Šubić. Luego de la caída de Mladen II, el señor más poderoso de Croacia fue el duque Iván Nelipić, quien reunió alrededor de su persona a la mayoría de los nobles croatas. 
Debido a que sus tíos tenían el control de los castillo más importantes de la familia Šubić, Bribir y Ostrovica, y el poder sobre las ciudades centrales de Dalmacia, Mladen III heredó de su padre, fallecido en 1328, las fortalezas de Klis, Skradin y el antiguo bastión de la familia Kačić, Omiš.
Sin embargo, como era menor de edad, sus propiedades fueron administradas hasta su madurez por su madre Lelka, quien por medio de una política exitosa logró preservar la herencia de su hijo y frustrar los intentos de expansión de la República de Venecia a expensas de los Šubić. 
Mladen III decidió restaurar la reputación de la familia Šubić, por lo que estuvo en conflicto entre 1335 y 1336 con el duque Nelipić y sus aliados, a quienes derrotó, y por medios militares y diplomáticos se impuso como cabeza de la familia Šubić y recuperó la posición del noble más poderoso de Croacia.
Después de una breve guerra en Bosnia, a fines de 1337 o principios de 1338, estableció una alianza con el ban Esteban II Kotromanić mediante el matrimonio de su hermana Jelena con Vladislav Kotromanić, hermano de Esteban II.
Tras la muerte de Iván Nelipić en 1344, Mladen se convirtió en un importante opositor al establecimiento de la autoridad húngara sobre Croacia. En 1347 se casó con Jelena Nemanjić, hermana del rey serbio Esteban Dušan, para fortalecer su posición. En la primavera de 1348 llegó a un acuerdo con Venecia, cuyo dux lo proclamó marqués de Croacia, y estaba a punto de lanzar un ataque general destinado a expulsar a las fuerzas militares del rey Luis I de Hungría del país. Sin embargo, en medio de los preparativos, contrajo la peste negra y murió en Trogir. Fue enterrado en la catedral de Trogir, y sus posesiones fueron heredadas por su nacido póstumamente, Mladen IV, por cuya custodia se inició un conflicto entre su viuda y el hermano de Mladen III, Pablo III.